# Татар Варош
Татар Варош је насељено место у општини Цетинград, на Кордуну, Карловачка жупанија, Република Хрватска.

## Географија
Татар Варош се налази око 11 км југозападно од Цетинграда.

## Историја
Татар Варош се од распада Југославије до августа 1995. године налазио у Републици Српској Крајини. До територијалне реорганизације у Хрватској налазила се у саставу бивше велике општине Слуњ.

## Становништво
Према попису становништва из 2011. године, насеље Татар Варош је имало 81 становника.

### Број становника по пописима
| Националност   | 2001. | 1991. | 1981. | 1971. | 1961. | 1953. | 1948. | 1931. | 1921. | 1910. | 1900. | 1890. | 1880. | 1869. | 1857. |
| бр. становника | 167   | 262   | 262   | 366   | 384   | 404   | 466   | 404   | 353   | 346   | 311   | %     | %     | %     | %     |

- напомене:

Од 1857. до 1890. подаци садржани у насељу Гнојнице. До 1971. исказивано под именом Татар-Варош.